# Vordermarke
Eine Vordermarke oder ein Vorderanschlag ist eine mechanische Baugruppe, die einen in die Druckmaschine einlaufenden Papierbogen exakt nach vorne in Laufrichtung ausrichtet. Die vordere Bogenkante fährt dabei gegen einen Anschlag und neigt dazu, unkontrolliert leicht zurückzuprallen. Um diesen Effekt zu kompensieren und den Bogen in eine genaue Ausgangslage zu bringen, wird er durch Saug- oder Blasdüsen an die stillstehende Vordermarke gedrückt. Eine weitere Lösung des Problems besteht darin, eine bewegliche Vordermarke geringfügig gegen den Bogen zu schwenken, nachdem er bereits angeschlagen hat. Aus diesem Grund wird zwischen still stehenden und bewegten Vordermarken unterschieden. Vordermarken entstanden mit der Entwicklung von Zylinderpressen Anfang des 19. Jahrhunderts.
Nach der Fogra-Norm wird bei der Ausrichtung des Druckbogens eine Genauigkeit von 0,015 mm gefordert. Das ist notwendig, um den Passer bei folgenden weiteren Durchgängen und der Weiterverarbeitung zu gewährleisten.